# Susan May Pratt
Susan May Pratt (Lansing, 8 febbraio 1974) è un'attrice statunitense.

## Biografia
Figlia di un professore di fisica del Michigan State University a East Lansing, nasce a Lansing nel 1974. Frequenta il East Lansing High School, il Bard College di Simon's Rock, l'unica scuola negli Stati Uniti dove il numero di matricole consentito è 15 e la scuola di architettura della Parsons School of Design.
Interprete di Maureen Cummings de Il ritmo del successo e Mandella in 10 cose che odio di te, nel 2010 è stata impegnata in diverse serie televisive.

## Vita privata
Nel maggio 2006 si sposa con il collega Kenneth Mitchell, deceduto nel febbraio 2024 per complicanze della SLA, dal quale ha una figlia, Ruby Lilah Mitchell, nata il 7 luglio 2007.

## Filmografia

### Cinema
- No Looking Back, regia di Edward Burns (1998)
- 10 cose che odio di te (10 Things I Hate About You), regia di Gil Junger (1999)
- Drive Me Crazy, regia di John Schultz (1999)
- Il ritmo del successo (Center Stage), regia di Nicholas Hytner (2000)
- Searching for Paradise, regia di Myra Paci (2002)
- Undermind, regia di Nevil Dwek (2003)
- Alla deriva - Adrift (Open Water 2: Adrift), regia di Hans Horn (2006)
- Act Naturally, regia di J.P. Riley (2011)
- Regali da uno sconosciuto - The Gift (The Gift), regia di Joel Edgerton (2015)

### Televisione
- Law & Order - I due volti della giustizia (Law & Order) – serie TV, episodio 8x17 (1998)
- L'ora della violenza 2 (The Substitute 2: School's Out), regia di Steven Pearl – film TV (1998)
- Squadra emergenza (Third Watch) – serie TV, episodio 2x07 (2000)
- Dead Last – serie TV, episodio 1x04 (2001)
- Charms for the Easy Life, regia di Joan Micklin Silver – film TV (2002)
- Hunger Point, regia di Joan Micklin Silver – film TV (2003)
- Streghe (Charmed) – serie TV, episodio 5x19 (2003)
- Squadra Med - Il coraggio delle donne (Strong Medicine) – serie TV, episodio 5x03 (2003)
- Redakce – serie TV, episodio 1x07 (2004)
- Dragnet – serie TV, episodio 2x09 (2004)
- CSI - Scena del crimine (CSI: Crime Scene Investigation) – serie TV, episodio 4x11-12x20 (2004-2012)
- Ghost Whisperer - Presenze (Ghost Whisperer) – serie TV, episodio 1x10 (2005)
- The Cleaner – serie TV, episodio 1x04 (2008)
- Eleventh Hour – serie TV, episodio 1x14 (2009)
- Private Practice – serie TV, episodio 3x06 (2009)
- Mad Men – serie TV, episodio 4x10 (2010)
- The Defenders – serie TV, episodio 1x02 (2010)
- Off the Map – serie TV, episodio 1x10 (2011)
- Franklin & Bash – serie TV, episodio 2x10 (2012)
- Drop Dead Diva – serie TV, episodio 4x11 (2012)
- CSI: Cyber – serie TV, episodio 1x01 (2015)
- Masters of Sex – serie TV, episodi 3x03-3x04-3x06 (2015)
- Outcast – serie TV, episodi 2x01-2x04-2x05 (2017)
- Wisdom of the Crowd - Nella rete del crimine (Wisdom of the Crowd) – serie TV, episodio 1x06 (2017)

## Doppiatrici italiane
Nelle versioni in italiano delle opere in cui ha recitato, Susan May Pratt è stata doppiata da:
- Eleonora De Angelis ne Il ritmo del successo, Alla deriva - Adrift
- Valentina Mari in Law & Order - I due volti della giustizia
- Ludovica Tinghi in Drive Me Crazy
- Francesca Manicone in Private Practice
- Francesca Fiorentini in Ghost Whisperer - Presenze
- Laura Cosenza in CSI - Scena del crimine (ep. 12x20)